# Molecola di adesione cellulare del melanoma
CD146 (cluster di differenziazione 146) anche conosciuta come MCAM (melanoma cell adhesion molecule, molecola di adesione cellulare del melanoma) o MUC18 (glicoproteina 18 della membrana plasmatica), è una molecola di adesione cellulare di 113 kDa utilizzata al giorno d'oggi come marcatore del lignaggio cellulare endoteliale o come marcatore tumorale. È un membro della superfamiglia delle Immunoglobuline. Negli umani è codificata dal gene MCAM presente nel cromosoma 11.

## Struttura
Partendo dal dominio extracellulare a quello intracellulare è formata da:
1. 5 domini Ig ripetuti (da qui la sua appartenenza alla superfamiglia delle Ig) responsabili del legame con molecole della ECM;
2. un dominio transmembrana;
3. una regione citoplasmatica, che interagisce con la giunzione endoteliale e che è responsabile dell'eterogeneità delle isoforme MCAM-1 e MCAM-s.

Esistono infatti due isoforme di MCAM (MCAM-1: MCAM lunga; MCAM-s: MCAM corta) che differiscono dalla lunghezza dei loro domini citoplasmatici.
Altri dettagli che riguardano la sua funzione non sono al momento conosciuti, anche se ci sono ricerche che suggeriscono la sua presenza nel citoscheletro di actina associato alla giunzione endoteliale.

## Funzione
MCAM funziona da recettore per il ligando laminina (isoforma alpha-4),una molecola della matrice ampiamente espressa sulla parete dei vasi sanguigni). Nell'umano adulto in particolare MCAM è espressa in concentrazioni elevate nelle cellule che compongono lo spessore dei vasi sanguigni, incluse: 
- cellule endoteliali vascolari;
- cellule muscolari lisce;
- periciti.

In livelli minori è espressa da: 
- linfociti T umani attivati;
- progenitori endoteliali (come angioblasti e cellule staminali mesenchimali).

In altre specie (embrioni di pollo) è altamente espressa dalle cellule della milza e del timo, ma soprattutto dall'endotelio dei vasi sanguigni e dalla muscolatura liscia. 

### Funzioni delle isoforme nell'umano
L'attivazione delle due isoforme produce effetti diversi. Ad esempio, cellule NK (Natural Killer) che sono trasfette con MCAM-1 posseggono una diminuita velocità di "rolling" e un'aumentata adesione cellulare al monostrato di cellule endoteliali e un aumento della formazione di microvilli.
le cellule trasfette com MCAM-s invece non hanno dimostrato variazioni nelle caratteristiche di adesione. 
Visto che queste caratteristiche sono importanti nella extravasazione leucocitaria, MCAM-1 potrebbe giocare un ruolo importante nell'infiammazione. 
CD146 è presente inoltre in piccole popolazioni di linfociti B e T di sangue periferico di individui sani. Le cellule T CD146+ posseggono un immunofenotipo che combacia con quello di cellule effettrici della memoria e hanno un profilo genetico distinto dalle cellule T CD146-.Dagur e colleghi hanno dimostrato che i linfociti T CD146+ producono IL-17.
CD146 è inoltre considerato un marker identificatore di cellule staminali mesenchimale isolate da molteplici organi adulti e organi fetali, e la sua espressione potrebbe essere correlata alla multipotenza; le cellule staminali con ampio potenziale di differenziazione esprimono livelli molto alti di CD146 sulla loro superficie cellulare.

## Importanza clinica
MCAM inibisce la progressione del tumore alla mammella.È inoltre utilizzato come marker tumorale nel plasma di pazienti affetti da melanoma metastatico.